# Sheikh Hasina
Sheikh Hasina (en bengali : শেখ হাসিনা), née le 28 septembre 1947 à Gopalganj (Bengale oriental), également connue sous son nom d'épouse Sheikh Hasina Wazed (শেখ হাসিনা ওয়াজেদ), est une femme politique bangladaise qui occupe le poste de Première ministre du Bangladesh de 1996 à 2001 puis de 2009 à 2024. Elle est, avec un total de vingt années passées à la tête du gouvernement, la Première ministre ayant occupé le poste le plus longtemps dans l'histoire du Bangladesh.
Sheikh Hasina est l'aînée des cinq enfants du fondateur et premier président du Bangladesh, Sheikh Mujibur Rahman. Sa carrière politique s'étend sur plus de quatre décennies. Elle a été cheffe de l'opposition de 1986 à 1990 et de 1991 à 1995, puis Première ministre de 1996 à 2001. Elle dirige la Ligue Awami (AL) depuis 1981. En 2008, elle redevient Première ministre avec une victoire écrasante. En janvier 2014, elle est reconduite comme Première ministre pour un troisième mandat, à la suite d'une élection sans opposition, car celle-ci a été boycottée par l'opposition et critiquée par les observateurs internationaux. Elle remporte un quatrième mandat en décembre 2018, puis un cinquième en 2024 à la suite d'élections toutes marquées par la violence et critiquées par l'opposition comme truquées.
Sheikh Hasina est considérée comme l'une des femmes les plus puissantes du monde, puisqu'elle figure au 29e rang de la liste Forbes des 100 femmes les plus puissantes du monde en 2019. Elle figure dans la liste des 100 personnes les plus influentes dans le monde de 2018 du magazine Time et fait partie d'une liste des « 100 penseurs mondiaux les plus influents » de la décennie 2010. Sheikh Hasina est membre du Conseil des femmes leaders du monde (en), un réseau international de femmes présidentes et Premières ministres, actuelles et anciennes.
Sous ses mandats de Premier ministre, le Bangladesh connaît un recul démocratique et devient un État à parti unique. Les droits humains et la liberté de la presse subissent un déclin notable.
En 2024, après plus de vingt ans passés à la tête du gouvernement, elle démissionne et quitte la capitale alors que son palais est pris d'assaut dans un contexte d'importantes manifestations antigouvernementales et étudiantes. L'économiste Muhammad Yunus lui succède en tant que conseiller principal.

## Biographie

### Jeunesse
Sheikh Hasina est née à Tungipara, au Pakistan oriental, le 28 septembre 1947. Son père était Sheikh Mujibur Rahman, le « père de la nation » et le premier président du Bangladesh. Sa mère était Sheikh Fazilatunnesa Mujib. Elle est l'ainée de leurs cinq enfants et grandit avec ses frères et sœurs dans un petit village rural du district de Gopalganj, ce qui la conduit à appréhender les problèmes de la population rurale. Plus tard, sa famille déménage à Dacca,. Elle baigne dans le milieu politique depuis l'enfance, en raison des activités de son père, et bien que celui-ci soit souvent absent, à cause de ses fréquents séjours en prison, il prend le temps de discuter politique avec sa fille, notamment de sa lutte contre le général Ayub Kahn, le président du Pakistan de 1958 à 1959.
Lors d'une visite en prison, elle rencontre son futur mari, M. A. Wazed Miah, qui est le leader de la branche estudiantine de la Ligue Awami et grand admirateur de Sheikh Mujibur. Ils se marient en 1967, un mariage arrangé par son père, comme le veut la coutume locale. Un an plus tard, elle commence à étudier la littérature bengalie à l'université de Dacca. Elle y est présidente des étudiants de la Ligue Awami, un poste qu'elle obtient, selon ses propres dires, parce qu'elle est la fille de Bangabandhu.

### Assassinat de Sheikh Mujibur Rahman
Au matin du 15 août 1975, des conspirateurs lancent une opération. Ils sont divisés en quatre groupes. L'un d'eux, composé de membres des Lanciers du Bengale de la 1re division blindée et de la 535e division d'infanterie, sous les ordres du major Huda, attaque la résidence de Mujib. Le correspondant d'Anandabazar Patrika (en), Sukharanjan Dasgupta, qui a décrit la guerre de libération du Bangladesh depuis Dacca jusqu'en 1974, écrit dans son livre Midnight Massacre in Dacca que « les détails exacts du massacre resteront toujours entourés de mystère ». Il ajoute toutefois que le peloton de l'armée qui protégeait la maison du président n'a opposé aucune résistance. Sheikh Kamal, fils de Mujib, est abattu au rez-de-chaussée ; Sultana Kamal, sa femme, est également tuée . Entre-temps, Mujib est prié de démissionner et a le temps de réfléchir à son choix. Il téléphone au colonel Jamil Uddin Ahmad, le nouveau chef du renseignement militaire. Lorsque Jamil arrive et ordonne le retour des troupes à la caserne, il est abattu à l'entrée de la résidence. Après avoir refusé de démissionner, Mujib est tué par balle.
D'autres personnes sont tuées dans l'attaque : Sheikh Fazilatunnesa Mujib, épouse de Mujib, assassinée à l'étage ; Sheikh Abu Naser, son jeune frère, tué dans des toilettes ; plusieurs domestiques, qui sont également tués dans des toilettes ; Sheikh Jamal, le deuxième fils de Mujib et un officier militaire ; Sheikh Russel, son plus jeune fils ; ainsi que ses deux belles filles.

### Exil en Inde
Au moment du massacre, deux filles de Mujib, Sheikh Hasina et Sheikh Rehana, étaient alors en Allemagne de l'Ouest, où le mari de la première travaillait comme physicien nucléaire. Après le coup d'État, elles reviennent en Inde, au lieu du Bangladesh, et se réfugient auprès du gouvernement indien. Sheikh Hasina vit à New Delhi dans un exil qu'elle s'impose, avant de retourner au Bangladesh le 17 mai 1981.
C'est ainsi qu'elle arrive à Delhi à la fin de l'année 1975 avec son mari et ses deux enfants, Sajeeb Wazed (en) et Saima Wazed. Elle fait un bref séjour au 56 Ring Road, à Lajpat Nagar-3, puis à Pandara Road, près du marché de Pandara. Elle est proche de Subhra, l'épouse du président Pranab Mukherjee. Lors de sa visite à Delhi en 2010, Sheikh Hasina enfreindra le protocole pour rendre visite à cette dernière, dont elle s'était liée d'amitié pendant son exil. Lorsque la Première dame meurt en août 2015, elle vient à Delhi avec sa fille pour présenter ses condoléances à la famille de l'ancien président.
En 1979, la Ligue Awami s'emploie à ramener Sheikh Hasina au Bangladesh, afin de la soutenir dans une future campagne électorale. Mais le président du Bangladesh de l'époque, Ziaur Rahman, refuse de laisser revenir tout membre survivant de la famille de Mujibur Rahman. Cependant, en 1981, elle est élue à l'unanimité présidente de la Ligue Awami, alors le plus grand parti d'opposition du Bangladesh, et Ziaur Rahman ne peut plus rien faire pour empêcher son retour, ni son ascension politique.

## Carrière politique

### 1981–1991: mouvement contre le régime militaire
Alors qu'elle vit en exil en Inde, Sheikh Hasina est élue présidente de la Ligue Awami du Bangladesh en 1981. Le parti politique est décrit comme un parti de centre-gauche,,.
Sous la loi martiale, Sheikh Hasina est régulièrement emprisonnée puis libérée, tout au long des années 1980. En février 1984, elle est assignée à résidence et de nouveau en novembre. En mars 1985, elle est assignée à résidence pour trois mois supplémentaires,. Son parti, ainsi que le Parti nationaliste du Bangladesh (BNP) dirigé par Khaleda Zia, continuent à travailler pour restaurer un gouvernement démocratiquement élu, ce qu'ils réussissent à faire à la suite des élections démocratiques de 1991, remportées par le BNP,.
Sheikh Hasina et la Ligue Awami participent aux élections législatives bangladaises de 1986 sous le mandat du président Hossain Mohammad Ershad. Elle est cheffe de l'opposition parlementaire en 1986-1987. Elle dirige une alliance de huit partis qui affronte Ershad. La décision de Sheikh Hasina de participer à l'élection est critiquée par certains de ses adversaires, puisque le scrutin se tient sous la loi martiale ; l'autre principal groupe d'opposition boycotte en effet le scrutin. Cependant, ses partisans soutiennent qu'elle a utilisé cette plateforme de manière efficace pour contester le régime d'Ershad. Ershad dissout le Parlement en décembre 1987, en réaction à une campagne d'opposition continue qui demande sa démission. Le président déclare qu'il va « essayer de tenir les élections dans les 90 jours, conformément aux dispositions constitutionnelles » et ajoute qu'il va libérer rapidement les deux principaux leaders de l'opposition, Sheikh Hasina et Khaleda Zia, toutes deux assignés à résidence le 11 novembre, un jour après le début de la campagne anti-gouvernementale,. En novembre et décembre 1987, un soulèvement de masse a lieu à Dacca et plusieurs personnes sont tuées, dont Noor Hossain, un partisan de Sheikh Hasina.
Depuis son entrée sur la scène politique du Bangladesh, Sheikh Hasina milite pour mettre fin au régime militaire, comme l'avait fait son père contre les dictateurs militaires du Pakistan. Elle doit ainsi se battre contre deux régimes militaires (Zia et Ershad) pendant quinze ans afin d'établir des élections, la démocratie et l'État de droit. C'est en 1996 qu'elle est élue au poste de Première ministre. Elle est le leader qui permet le rétablissement de la démocratie au Bangladesh, comme son père avait introduit la démocratie parlementaire en 1973.

### 1991–1996: transition vers la démocratie et cheffe de l'opposition
Après plusieurs années de régime autocratique, des protestations et des grèves généralisées paralysent l'économie. Les fonctionnaires du gouvernement refusent de suivre les ordres et démissionnent. Les membres des Bangladesh Rifles (en) déposent leurs armes au lieu de tirer sur les manifestants et le couvre-feu est ouvertement violé. Les journalistes ferment les journaux. Les tribunaux cessent leurs activités. Tous les professeurs d'université et les vice-chanceliers quittent leurs postes et les médecins arrêtent de travailler. Sheikh Hasina travaille alors avec Khaleda Zia pour organiser l'opposition à Ershad. En décembre 1990, une manifestation de masse évince Ershad du pouvoir : il démissionne en faveur de son vice-président, le juge Shahabuddin Ahmed, également président de la Cour suprême du Bangladesh. Le gouvernement intérimaire, dirigé par Ahmed, organise des élections législatives pour le Jatiya Sangsad, le parlement bangladais. Le Parti nationaliste du Bangladesh, dirigé par Khaleda Zia, obtient une majorité, et la Ligue Awami de Sheikh Hasina devient le plus grand parti d'opposition. Elle se présente dans trois circonscriptions électorales mais en perd deux. Acceptant sa défaite électorale, elle offre sa démission en tant que présidente du parti puis la conserve finalement, à la demande des autres dirigeants du mouvement.
La politique au Bangladesh prend un tournant décisif en 1994, après une élection partielle à Magura, tenue après le décès du député de cette circonscription, membre du parti de Sheikh Hasina. La Ligue Awami s'attend à récupérer le siège, mais le candidat du BNP l'emporte grâce à des manipulations, selon un observateur impartial venu observer le scrutin. Hasina mène la Ligue Awami du Bangladesh à boycotter le parlement à partir de 1994.

### 1996–2001: premier mandat de Première ministre

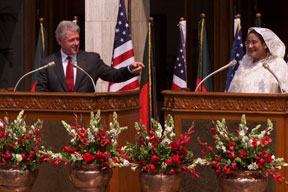
Sheikh Hasina avec le président américain Bill Clinton dans les bureaux de la première à Dacca, en 2000.

La Ligue Awami (AL), avec d'autres partis d'opposition, demande que les élections générales suivantes soient organisées sous un gouvernement intérimaire neutre, et que des dispositions permettant aux gouvernements intérimaires de gérer les élections soient intégrées dans la Constitution. Le Parti nationaliste du Bangladesh (BNP), au pouvoir, refuse de donner suite à ces demandes.
Les partis d'opposition lancent une campagne sans précédent, appelant à des grèves pendant plusieurs semaines. Le gouvernement les accuse de détruire l'économie, tandis que l'opposition rétorque que le BNP pourrait résoudre ce problème en accédant à leurs demandes. Fin 1995, les députés de la Ligue Awami et d'autres partis démissionnent du Parlement, dont la fin de la législature est proche, et de nouvelles élections se tiennent le 15 février 1996. Elles sont boycottées par tous les grands partis, à l'exception du BNP au pouvoir, qui remporte en conséquence tous les sièges du parlement. Sheikh Hasina qualifie l'élection de farce,.
Le nouveau Parlement, composé en majorité de membres du BNP, modifie la Constitution afin de créer des dispositions visant à créer un gouvernement intérimaire (CTG). De nouvelles élections se tiennent donc le 30 juin 1996, sous un gouvernement intérimaire neutre dirigé par le juge en chef à la retraite Muhammad Habibur Rahman. L'AL remporte le plus grand nombre de sièges, 146, mais n'obtient pas la majorité. Khaleda Zia, leader du BNP, qui remporte 104 sièges, critique les résultats et les allégations de fraude électorale. Plusieurs observateurs neutres affirment cependant que le scrutin était libre et équitable.
Sheikh Hasina est Première ministre de 1996 à 2001. Elle devient la première cheffe de gouvernement du pays depuis l'indépendance à terminer son mandat. Elle signe le traité de partage des eaux du Gange avec l'Inde, valable pour trente ans. Son administration abroge la loi d'immunité, qui protégeait les assassins de Sheikh Muijib, son père et premier président du Bangladesh. Son gouvernement ouvre au secteur privé l'industrie des télécommunications, jusqu'alors limitée aux entreprises publiques. En 1999, le gouvernement lance une initiative industrielle visant à renforcer l'industrie privée et à encourager la croissance.
Sous sa mandature, le Bangladesh rejoint deux organismes multilatéraux, l'Initiative de la baie du Bengale pour la coopération technique et économique multisectorielle (Bay of Bengal Initiative for MultiSectoral Technical and Economic Cooperation - BIMSTEC) et l'organisation de coopération économique D-8.

### 2001–2008: période dans l'opposition
Lors des élections générales bangladaises de 2001, bien qu'elle obtienne 40 % des voix (un peu moins que les 41 % du BNP), l'AL ne remporte que 62 sièges au Parlement, tandis que l'Alliance des quatre partis dirigée par le BNP en obtient 234, ce qui lui donne une majorité des deux tiers au Parlement,. Sheikh Hasina elle-même se présente dans trois circonscriptions, et est battue dans celle de Rangpur, qui comprend la ville natale de son mari, mais remporte les deux autres sièges. Sheikh Hasina et l'AL rejettent les résultats, affirmant que l'élection a été truquée avec l'aide du président et du gouvernement intérimaire. La communauté internationale est largement satisfaite de ces élections et l'Alliance des quatre partis forme le nouveau gouvernement.
Les députés de la Ligue Awami sont irréguliers dans leur présence au Parlement pendant la période qui suit. Fin 2003, le parti lance son premier grand mouvement anti-gouvernemental, qui culmine avec la déclaration du secrétaire général du parti, Abdul Jalil, selon laquelle le gouvernement tomberait avant le 30 avril 2004. Cela n'a pas lieu et est considéré comme un coup dur pour le parti et Sheikh Hasina, qui a implicitement soutenu Jalil.

#### 2004: troubles politiques
Au cours de son deuxième mandat à la tête de l'opposition, les troubles politiques et la violence s'intensifient. Le député Ahsanullah Master (en) meurt, abattu en mai 2004. Le 21 août, un attentat à la grenade perpétré contre un rassemblement de la Ligue Awami à Dacca fait plus de 300 blessés et entraîne la mort de 24 personnes, dont Ivy Rahman (en), secrétaire des femmes du parti. L'attaque est menée à 17 h 22, après que Sheikh Hasina a fini de s'adresser à une foule de 20 000 personnes à l'arrière d'un camion. L'attentat vise la présidente de l'AL, qui est blessée lors de l'attaque.
Le 10 octobre 2018, un tribunal spécial rend des verdicts dans deux affaires liées à cet incident ; il juge qu'il s'agit d'un plan bien orchestré, exécuté grâce à un abus de pouvoir de l'État, et tous les accusés, y compris le premier vice-président du BNP, Tarique Rahman (par contumace), et d'anciens hauts responsables des services de renseignement, sont reconnus coupables. Le tribunal prononce diverses sanctions. Shah Abu Muhammad Shamsul Kibria (en), l'ancien ministre des Finances de Sheikh Hasina, est également tué cette année-là (2004) dans un attentat à la grenade à Sylhet,.
En juin 2005, A. B. M. Mohiuddin Chowdhury (en), un membre de la Ligue Awami remporte l'importante élection municipale de Chittagong, la ville portuaire du Bangladesh et la deuxième plus grande ville du pays. Cette élection est considérée comme une épreuve de force entre l'opposition et le parti au pouvoir,.

#### 2006–2008: détention pendant le gouvernement intérimaire et intervention militaire
Les mois précédant les élections prévues pour le 22 janvier 2007 sont marqués par des troubles et des controverses politiques. Après la fin du gouvernement de Khaleda Zia, fin octobre 2006, se tiennent des manifestations et des grèves, au cours desquelles quarante personnes sont tuées, en raison de l'incertitude quant à la personne qui dirigerait le gouvernement intérimaire. Ce dernier a du mal à réunir toutes les parties autour de la table. AL et ses alliés protestent et allèguent que le gouvernement intérimaire favorise le BNP.
La période intérimaire est marquée par la violence et les grèves,. Le conseiller présidentiel Mukhlesur Rahman Chowdhury (en) négocie avec Sheikh Hasina et Khaleda Zia et amène toutes les parties aux élections parlementaires de janvier 2007. Par la suite, la nomination de Hossain Mohammad Ershad est annulée et, en conséquence, la Grande Alliance retire ses candidats en masse le dernier jour possible avant le scrutin.
Plus tard dans le mois, le président Iajuddin Ahmed est contraint d'imposer l'état d'urgence et le général de corps d'armée Moeen Uddin Ahmed (en) prend la tête du gouvernement. Les activités politiques sont interdites. Fakhruddin Ahmed devient conseiller principal, avec le soutien de l'armée du Bangladesh,,.
En avril 2007, Sheikh Hasina est accusée de corruption et d'extorsion par le gouvernement intérimaire soutenu par l'armée pendant la crise politique bangladaise de 2006-2008 (en). Elle est accusée d'avoir forcé l'homme d'affaires Tajul Islam Farooq à verser des pots-de-vin en 1998 pour que son entreprise puisse construire une centrale électrique. Farooq a déclaré qu'il avait payé Sheikh Hasina pour l'approbation de son projet.
Le 18 avril 2007, le gouvernement interdit à Sheikh Hasina, qui à ce moment se trouve aux États-Unis, de revenir au pays, en affirmant qu'elle a fait des déclarations provocatrices et que son retour pourrait causer des troubles. Cette mesure est décrite comme temporaire. Le gouvernement intérimaire avait également tenté de faire quitter le pays à Khaleda Zia. Sheikh Hasina jure de rentrer chez elle, et le 22 avril 2007, un mandat d'arrêt est lancé contre elle pour meurtre,. Décrivant les poursuites engagées contre elle comme « totalement fausses et mensongères », Sheikh Hasina déclare qu'elle veut se défendre contre ces accusations devant le tribunal. Le 23 avril, le mandat d'arrêt est suspendu, et le 25 avril, l'interdiction d'entrée de Sheikh Hasina est levée. Après avoir passé 51 jours aux États-Unis et au Royaume-Uni, Sheikh Hasina rentre à Dacca le 7 mai 2007, où elle est accueillie par une foule de plusieurs milliers de personnes. Elle déclare aux journalistes que le gouvernement n'aurait pas dû retarder son retour.
Le 16 juillet 2007, Sheikh Hasina est arrêtée par la police à son domicile et conduite devant un tribunal local de Dacca. Elle est accusée d'extorsion et se voit refuser la liberté sous caution. Elle est détenue dans un bâtiment, transformé en prison, dans les locaux du Parlement national. La Ligue Awami déclare que l'arrestation est motivée par des raisons politiques. Le 17 juillet 2007, la Commission anti-corruption envoie des messages à Sheikh Hasina et Khaleda Zia, leur donnant pour instruction de fournir des détails sur leurs avoirs dans un délai d'une semaine. Le fils de Sheikh Hasina, Sajeeb Wazed Joy, qui est à l'étranger, déclare qu'il tenterait d'organiser une manifestation mondiale. Ces arrestations de dirigeants politiques sont largement perçues comme une manœuvre du gouvernement intérimaire, soutenu par l'armée, pour forcer Sheikh Hasina et Zia à quitter le pays et à s'exiler politiquement,. Les députés britanniques condamnent cette arrestation. Le 11 avril 2007, la police porte des accusations de meurtre contre Sheikh Hasina, alléguant qu'elle est l'instigatrice de l'assassinat, en octobre 2006, de quatre partisans d'un parti politique rival. Les quatre victimes présumées ont été battues à mort lors d'affrontements entre la Ligue Awami et des militants de partis rivaux. Sheikh Hasina était en visite aux États-Unis à l'époque.
Le 30 juillet 2007, la Haute Cour de Dacca suspend le procès pour extorsion de fonds de Hasina et ordonne sa libération sous caution. Le 2 septembre 2007, la Commission de lutte contre la corruption dépose une plainte supplémentaire contre Sheikh Hasina, concernant l'attribution d'un contrat de construction d'une centrale électrique en 1997, pour lequel elle aurait accepté un pot-de-vin de trente millions de takas et empêché que le contrat ne soit attribué au plus bas soumissionnaire. Six autres personnes sont également accusées d'être impliquées,. Le même jour, une affaire de corruption est portée devant la justice contre Zia.
Le 13 janvier 2008, Sheikh Hasina est inculpée pour extorsion par un tribunal spécial avec deux de ses proches, sa sœur Sheikh Rehana et son cousin Sheikh Selim (en). Le 6 février, la Haute Cour arrête le procès, statuant que Sheikh Hasina ne peut pas être poursuivie, en vertu des lois d'urgence pour des crimes qui auraient été commis avant l'imposition de l'état d'urgence.
Le 11 juin 2008, Sheikh Hasina est libérée sur parole pour raisons médicales. Le lendemain, elle s'envole pour les États-Unis afin de se faire soigner pour une déficience auditive, des problèmes oculaires et de l'hypertension artérielle,. Syed Modasser Ali, son médecin personnel, menace de poursuivre le gouvernement intérimaire pour négligence concernant le traitement de Sheikh Hasina pendant sa détention. Le gouvernement intérimaire organise des élections municipales au cours desquelles l'AL remporte 12 des 13 villes. Le gouvernement intérimaire prolonge d'un mois supplémentaire la libération conditionnelle, qui était de deux mois, pour raisons médicales.

### Retour au pouvoir (2009-2024)

#### 2009–2014: deuxième mandat de Première ministre

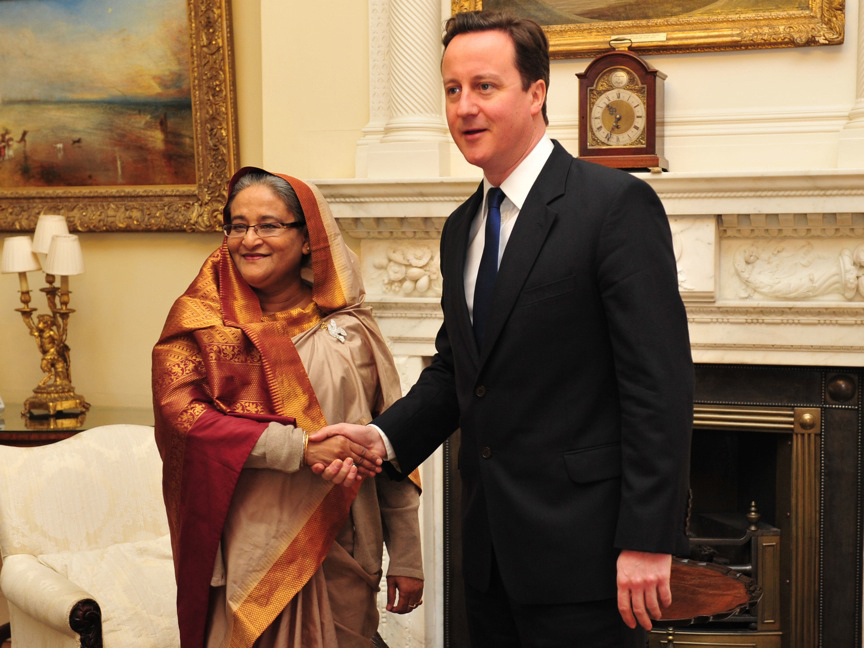
Sheikh Hasina avec le Premier ministre britannique David Cameron à Londres en janvier 2011.

Le 6 novembre 2008, Sheikh Hasina retourne au Bangladesh pour assister aux élections générales prévues pour le 29 décembre. Elle décide de participer au scrutin parlementaire sous la bannière électorale de la « Grande Alliance », avec le parti Jatiya, dirigé par Hossain Mohammad Ershad, comme partenaire principal. Le 11 décembre 2008, elle annonce officiellement le manifeste électoral de son parti lors d'une conférence de presse, et s'engage à construire un « Bangladesh numérique » pour 2021.
La Ligue Awami du Bangladesh et la Grande Alliance (14 partis au total) remportent les élections de 2008 avec une majorité des deux tiers ; le parti contrôle 230 sièges sur 299. Khaleda Zia, leader de la coalition dirigée par le BNP (un alliance de quatre partis), rejette les résultats de l'élection en interrogeant le commissaire électoral en chef sur « la gestion des élections parlementaires ». Sheikh Hasina prête serment en tant que Première ministre pour la deuxième fois le 6 janvier 2009. Des observateurs indépendants déclarent que les élections se sont déroulées dans une atmosphère festive et pacifique. Après avoir accédé au poste de Première ministre, Sheikh Hasina revient sur son accord avec le parti Jatiya, qui visait à faire d'Ershad, son leader, le président du Bangladesh,.
Sheikh Hasina renvoie un grand nombre d'hommes politiques de son parti parce qu'ils soutiennent les réformes imposées par le précédent gouvernement intérimaire. En 2009, elle doit faire face à une mutinerie des gardes-frontières à la suite d'un conflit sur leurs salaires ; cette crise nationale fait 75 morts, dont des officiers de l'armée du Bangladesh,. Certains officiers accusent Sheikh Hasina d'être responsable de ces décès en n'ayant pas envoyé l'armée plus tôt. En 2011, le Parlement supprime la loi qui exige la tenue d'élections par un gouvernement intérimaire non partisan. En 2012, elle maintient une position de fermeté et refuse l'entrée aux réfugiés rohingyas fuyant le Myanmar lors des émeutes de l'État de Rakhine,.

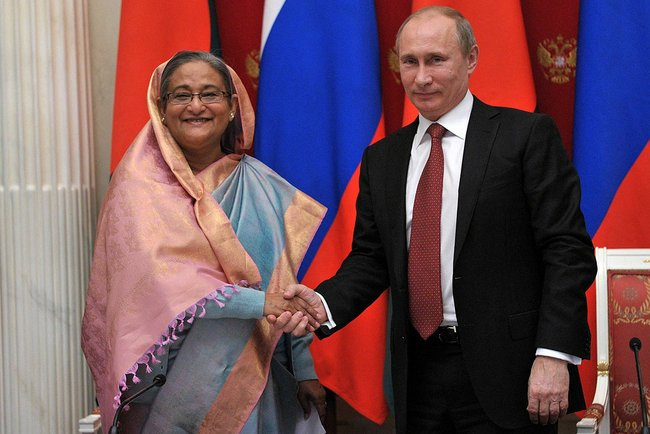
Sheikh Hasina avec le président russe Vladimir Poutine à Moscou en janvier 2013.

Elle est reconnue au niveau international pour la réalisation de certains des objectifs du millénaire pour le développement des Nations unies. En 2012, une tentative de coup d'État menée contre elle par des officiers de rang intermédiaire de l'armée est stoppée, l'armée bangladaise ayant été avertie par une agence de renseignement indienne. L'armée du Bangladesh décrit les officiers impliqués comme étant des extrémistes islamistes. En 2012, elle se brouille avec Muhammad Yunus, prix Nobel de la paix et fondateur de la Grameen Bank, à la suite d'un documentaire norvégien qui critique le fait que Yunus transfère de l'argent de la Grameen Bank vers une organisation affiliée. Yunus retransfère l'argent après la diffusion du documentaire, mais cela renforce la surveillance de la banque par le gouvernement et les médias au Bangladesh. Il perd le contrôle de sa banque à la suite d'un verdict du tribunal. Il critique alors Sheikh Hasina et d'autres personnalités politiques bangladaises. Sheikh Haisna répond qu'elle ne comprend pas pourquoi Yunus l'accuse alors que c'est un verdict du tribunal qui l'a exclu de la Grameen Bank. Pendant ce mandat, le gouvernement dirige et réussit à former le Tribunal international des crimes, chargé d'enquêter et de poursuivre les suspects impliqués dans le génocide du Bangladesh, commis par l'armée pakistanaise et ses collaborateurs locaux, Razakars, Al-Badr et Al-Shams pendant la guerre de libération du Bangladesh en 1971.

#### 2014–2019: troisième mandat de Première ministre

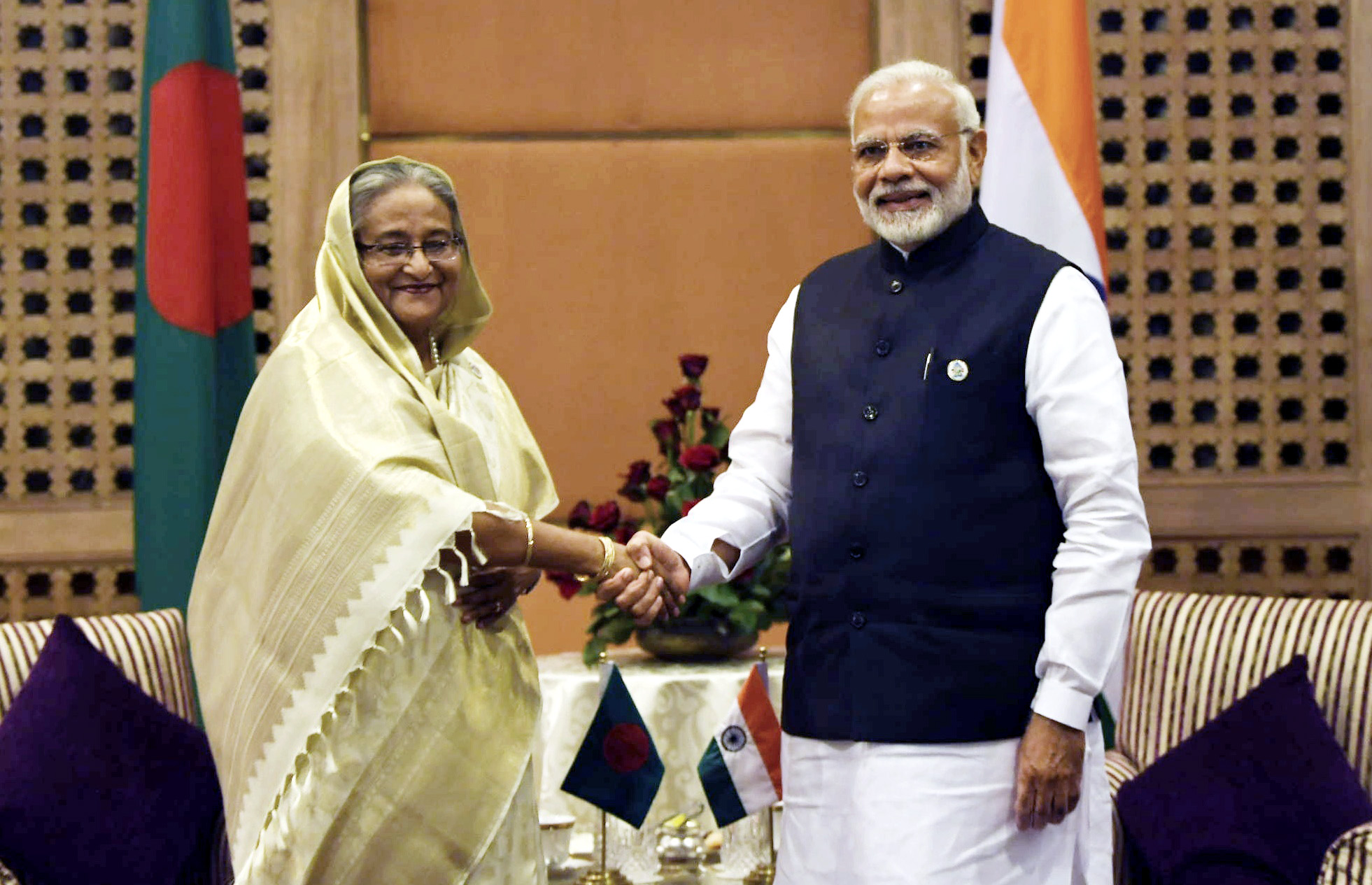
Sheikh Hasina avec le Premier ministre indien Narendra Modi en 2018.

Sheikh Hasina et son parti sont accusés d'avoir réprimé l'opposition tout au long de leur mandat. De nombreux membres de l'opposition sont arrêtés ou jugés, et le gouvernement semble parfois étouffer la dissidence et la liberté d'expression. Le Jamaat-e-Islami, un petit parti islamiste, clé de la coalition de l'opposition, se voit interdire en 2013 de participer aux élections, après qu'un tribunal a jugé que sa charte religieuse est incompatible avec la constitution laïque du Bangladesh. Craignant que les élections législatives de 2014 ne soient pas libres et équitables, le BNP et d'autres groupes d'opposition les boycottent, et la Ligue Awami les remporte haut la main.
Les violences politiques se multiplient depuis le début 2015. Elles ont pour cause les tensions entre la Première ministre Sheikh Hasina et la leader de l'opposition Khaleda Zia, présidente du Parti nationaliste du Bangladesh (BNP) et ancienne cheffe du gouvernement. Un mandat d'arrêt est lancé contre Zia, qui ne se présente pas au tribunal pour être entendue et déclenche par la suite des mouvements de grève et des manifestations entraînant la mort de 101 personnes et faisant plus de 100 blessés.
La même année, Sheikh Hasina, est annoncée comme l'un des lauréats du prix « Champions de la Terre » des Nations unies en reconnaissance des initiatives de son pays pour lutter contre le changement climatique,.
En 2016, le gouvernement est soumis à une pression croissante pour mettre fin à une culture apparente d'impunité après une série de meurtres brutaux d'écrivains laïques, de blogueurs, de militants homosexuels et d'intellectuels libéraux par des islamistes radicaux. Les critiques accusent le gouvernement de la Ligue Awami de ne pas agir efficacement pour mettre fin au carnage,. C'est également en 2016 que Sheikh Hasina fait le demande au secrétaire d'État américain, John Kerry, d'extrader les assassins de son père, Sheikh Mujibur Rahman. Elle pense qu'au moins un des tueurs fugitifs, Rashed Chowdhury, vit actuellement aux États-Unis.
En avril 2017, Sheikh Hasina se rend en visite officielle en Inde, sa première visite bilatérale depuis 2009, — elle s'est rendue à Goa l'année précédente dans le cadre du rapprochement entre les dirigeants du BRICS+ et du BIMSTEC — afin d'y discuter d'un projet d'accord bilatéral de coopération en matière de défense.
En août 2017 une tentative d'assassinat visant Sheikh Hasina est déjouée par des agents antiterroristes à Dacca. En s'inspirant de la manière dont a été assassinée Indira Gandhi, six à sept membres des forces spéciales de sécurité (en) (Special Security Force - SSF), qui gardent le Premier ministre du Bangladesh, se préparaient à attaquer Sheikh Hasina le 24 août. Plus tôt la même année, dix islamistes impliquées dans la tentative d'assassinat de la Première ministre en 2000 ont été condamnés à mort.
Lors des élections de décembre 2018, la coalition menée par Sheikh Hasina obtient 288 des 300 sièges du parlement, ce qui lui garantit un quatrième mandat de Première ministre, le troisième consécutif. Le scrutin est marqué par des violences, provoquant la mort de dix-sept personnes. La victoire de Sheikh Hasina consolide son règne de dix ans sur le Bangladesh, où elle est reconnue pour avoir amélioré l'économie et favorisé le développement, mais où elle est également accusée de violations des droits humains, de répression des médias et de suppression de la dissidence.
En 2018, elle fait partie de la liste Time 100 des cent personnes les plus influentes dans le monde.

#### 2019 - 2024: quatrième mandat de Première ministre

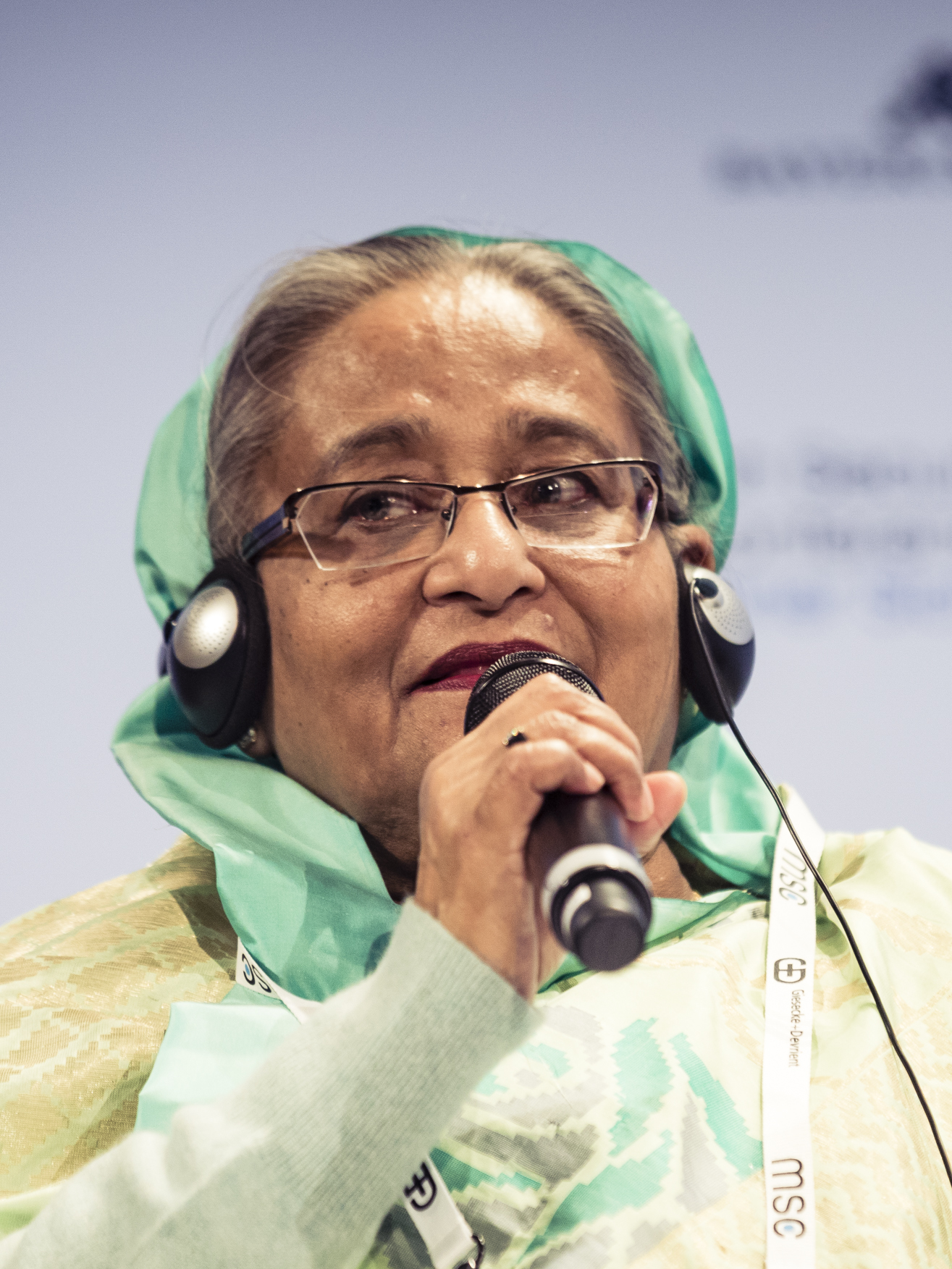
Sheikh Hasina en 2019.

Sheikh Hasina prête serment en tant que Première ministre du Bangladesh pour la quatrième fois après la victoire écrasante de sa Ligue Awami lors des élections de décembre 2018, qui sont marquées par des violences mortelles et des allégations de fraude électorale. Le président Abdul Hamid lui fait prêter serment le 7 janvier 2019 au Durbar Hall de Bangabhaban. Dans une interview exclusive avec Deutsche Welle, Sheikh Hasina indique que son présent — et troisième mandat consécutif — pourrait être son dernier. Elle ajoute qu'elle voudrait céder la place pour de jeunes leaders.
En octobre 2019, lors d'une visite officielle en Inde, elle déclare que le Bangladesh va essayer de valoriser les opportunités économiques liant son pays avec l'Inde, mettant en avant son désir de mettre en avant un agenda économique éclipsé par les déclarations du ministre de l'Intérieur indien Amit Shah, qui avait désigné les citoyens du Bangladesh comme des « infiltrés ».
En avril 2020, le magazine Forbes félicite la Première ministre Sheikh Hasina et l'inscrit sur sa liste des femmes dirigeantes ayant participé à contenir la pandémie de coronavirus.
Le 3 décembre, Sheikh Hasina accueille le haut commissaire du Pakistan, Imran Ahmed Siddiqui, dans sa résidence officielle, ce qui pourrait laisser présager que les relations entre Dacca et Islamabad seraient en train de se dégeler.
En mai 2021, Hasina prononce le discours inaugural pour l'ouverture d'un nouveau siège pour la poste du Bangladesh, appelé Dak Bhaban. Dans son discours, elle insiste sur la nécessité de poursuivre le développement du service postal en réponse à la pandémie de Covid-19 au Bangladesh. Les mesures de développement décrites dans le discours comprennent la poursuite de la transformation numérique du service et la construction d'unités de refroidissement dans les entrepôts postaux afin d'ouvrir la voie à l'envoi de denrées périssables par la poste.

En juin 2022, la Première ministre inaugure le mégaprojet du pont Padma, le plus long du pays. Le pont relie le sud-ouest du pays, moins développé, à Dacca. Le pont est autofinancé par le Bangladesh pour un coût de 30 193,39 crore (3,6 milliards de dollars américains) après le retrait de la Banque mondiale. Lors de l'inauguration du pont, elle déclare : 

« Aujourd'hui, je suis heureuse, fière et bouleversée, tout comme des millions de personnes dans le pays. Ce pont appartient au peuple du Bangladesh et implique toute notre passion, notre créativité, notre courage, notre endurance et notre persévérance. »

En décembre 2022, des manifestations antigouvernementales ont lieu, liées à l'augmentation du coût de la vie en raison du conflit russo-ukrainien. Le 28 décembre, Hasina inaugure la première phase du métro de Dacca, le premier système de transport rapide de masse du pays, d'Uttara à Agargaon.
En juillet 2022, le ministère des Finances demande une assistance fiscale au Fonds monétaire international. Le gouvernement invoque l'épuisement des réserves de change en raison des sanctions imposées en réponse au conflit entre la Russie et l'Ukraine. Un accord est conclu en novembre 2022 et janvier 2023, le FMI accepte de fournir un programme de soutien d'un montant total de 4,7 milliards de dollars, dont 3,3 milliards au titre de la facilité élargie de crédit et le reste au titre de la nouvelle facilité pour la résilience et la viabilité. Le FMI déclare que le programme de soutien « contribuera à préserver la stabilité macroéconomique, à protéger les personnes vulnérables et à favoriser une croissance inclusive et verte ».
En janvier 2023, le gouvernement adopte une loi au Parlement établissant le régime de retraite universel. Tous les citoyens bangladais, y compris les expatriés, âgés de 18 à 60 ans sont éligibles pour recevoir une allocation mensuelle dans le cadre de ce régime.
De violentes protestations secouent le Bangladesh fin 2023. D'une part, le Parti nationaliste du Bangladesh (BNP), principal parti d'opposition, et ses alliés manifestent pour obtenir la mise en place d'un gouvernement intérimaire neutre qui permettrait de garantir que les élections prévues en janvier 2024 soient libres et équitables. Des affrontements entre la police et les manifestants causent plusieurs morts, tandis que des centaines de militants d'opposition sont arrêtés. D'autre part, les ouvriers du textile manifestent dans les grandes zones industrielles et à Dacca pour obtenir l'augmentation de leur salaire minimum. Les routes sont bloquées, plusieurs usines incendiées et d'autres vandalisées, alors que trois ouvriers meurent dans des heurts avec la police,.

#### 2024: cinquième mandat de Première ministre et démission
À la suite des élections du 7 janvier 2024, où la ligue Awami remporte une nouvelle fois le scrutin, que l'opposition boycotte, Sheikh Hasina est reconduite dans ses fonctions et forme un nouveau gouvernement le 11 janvier.
Après la publication de la décision de la Cour suprême qui modifie le système de quotas d'avant 2018 dans les emplois gouvernementaux pour les étudiants, le 5 juin 2024, plusieurs étudiants venant de différentes universités de Dacca organisent des mobilisations contre le système de quotas. Ainsi, avec ce système de quotas, l'immense majorité des emplois dans la fonction publique sont réservés aux vétérans de la guerre d'indépendance et à leurs descendants, ce qui favorise les membres de la Ligue Awami au pouvoir.
De nombreuses universités publiques du pays sont concernées par le mouvement, rapidement rejointes par des universités privées. Après quelques jours de contestation, la Cour d'appel décrète le statu quo pour quatre semaines à partir du 10 juillet, annulant la réforme voulue par la Cour suprême. En réaction au verdict de la cour, les étudiants annoncent vouloir se débarrasser pour de bon des quotas, et que cette décision n'est qu'un début de satisfaction de leurs revendications. Le mouvement affecte également les réseaux ferrés et routiers nationaux dans les villes de Dacca, Chittagong, Comilla, Jessore, Rangpur et Râjshâhî.
Le 15 juillet, des violences ont lieu, opposant des étudiants manifestant contre les quotas et des membres des forces de l'ordre et de la Bangladesh Chhatra League (BCL), organisation de jeunesse du parti au pouvoir, la ligue Awami. Les militants de la BCL sont équipés d'armes de fortune et secondés par les forces de police. Le pays décide également de couper Internet le soir du 18 juillet, quelques jours après avoir décidé de fermer les universités du pays. Le 19 juillet, des affrontements entre policiers et manifestants ont lieu dans le quartier aisé de Banani (en), après que de nombreux étudiants ont bloqué plusieurs routes du quartier. La police utilise du gaz lacrymogène pour tenter de disperser les participants. Le même jour, des militants prennent d'assaut une prison, en prennent le contrôle et libèrent plusieurs centaines de prisonniers, selon les autorités du Bangladesh. Ils quittent le bâtiment avant de l'incendier. Tous les rassemblements organisés à Dacca le 19 juillet sont interdits et un couvre-feu est instauré.
Au moins 52 personnes sont tuées et plus de 700 personnes ont été blessées, dont 104 policiers et 30 journalistes le 19 juillet, portant le nombre de décès à au moins 105.
Le 4 août, lors de la journée la plus sanglante depuis le début du mouvement, 97 personnes sont tuées dans des affrontements violents entre des manifestants anti-gouvernementaux et des unités de police,. Le 5 août 2024, elle démissionne et quitte le Bangladesh pour l'Inde en hélicoptère après la prise d'assaut du palais du gouvernement par des manifestants,. Le chef de l'armée Waker-uz-Zaman annonce la formation d'un gouvernement avec l'opposition excluant le parti au pouvoir,,.

### Départ du pouvoir et exil en Inde
Après son départ en hélicoptère, elle atterrit sur une base militaire à proximité de Ghaziabad en Inde. Dès lors, son parcours exact est inconnu ; le gouvernement de Narendra Modi, son allié politique, confirme seulement sa présence dans le pays. Elle se trouverait, selon des rumeurs répandues en Inde, dans une résidence sécurisée appartenant à l'État indien.
Le 18 octobre 2024, elle est visée par un mandat d'arrêt émis par le Bangladesh. L'Inde et le Bangladesh ayant signé en 2013 un traité d'extradition, Sheikh Hasina pourrait, si elle est poursuivie, être renvoyée dans son pays pour y être jugée.
Elle est poursuivie par la justice du Bangladesh pour crime contre l’humanité mais bénéficie toujours du soutien de l'Inde, résidant dans un quartier huppé de New Delhi. Les relations entre l'Inde et le nouveau gouvernement du Bangladesh se sont dégradées mois après mois. En décembre 2024, depuis son exil, Sheikh Hasina accuse son successeur à la tête du gouvernement bangladais Muhammad Yunus de diriger un « régime fasciste », qui ne protégerait pas les Hindous du pays. Son procès pour « attaque coordonnée, généralisée et systématique » lors de la répression de 2024 s'ouvre le 1er juin 2025 devant un tribunal spécial de Dacca.

## Controverses
Le scandale de la concession du pont de Padma est un incident politique bangladais, impliquant le gouvernement de la Ligue Awami au pouvoir. Ce dernier aurait demandé, en échange de l'attribution du contrat de construction, une somme importante à l'entreprise de construction canadienne SNC-Lavalin. Ces allégations sont par la suite jugées fausses et sans fondement[Par qui ?], et la Cour canadienne rejette finalement l'affaire.
À la suite de ces allégations, la Banque mondiale se retire du projet de construction du plus grand pont du Bangladesh, invoquant des problèmes de corruption, annulant un crédit de 1,2 milliard de dollars pour le pont rail-route de six kilomètres de long sur la rivière Padma. Sheikh Hasina démet de ses fonctions le ministre de la Communication Syed Abul Hossain (en) trois mois après le classement de l'affaire. Le 11 juillet 2012, Mirza Fakhrul Islam Alamgir (en) déclare que le gouvernement devrait rendre publique une lettre envoyée par la Banque mondiale, dans laquelle elle porte des accusations de corruption contre la Première ministre et trois autres personnalités. Le 17 janvier 2016, Sheikh Hasina affirme qu'un directeur général d'une banque américaine a provoqué l'annulation du prêt par la Banque mondiale.
Le 27 juin 2013, une plainte contre Sheikh Hasina et 24 autres ministres et membres du service de sécurité du Bangladesh est déposée devant la Cour pénale internationale (CPI) pour violation présumée des droits humains.
Le 24 janvier 2017, dans un discours au Parlement, Sheikh Hasina blâme Muhammad Yunus pour le retrait de la Banque mondiale du projet de pont. Selon elle, Muhammad Yunus a fait pression sur l'ancienne secrétaire d'État américaine Hillary Clinton pour persuader la Banque mondiale de mettre fin au prêt. Le 10 février 2017, un juge de la Cour supérieure de l'Ontario (Canada) rejette l'affaire de corruption-conspiration pour manque de preuves.
En 2018, le gouvernement bangladais adopte le controversé Digital Security Act 2018, en vertu duquel toute critique du gouvernement sur Internet ou tout autre média serait passible, à divers degrés, de peines de prison. Cette loi est fortement critiquée, tant au niveau national qu'international, pour avoir supprimé la liberté d'expression, ainsi que pour avoir miné la liberté de la presse au Bangladesh,,,,.

## Vie privée
Sheikh Hasina épouse M. A. Wazed Miah en 1968. Son mari est décédé le 9 mai 2009,. Elle a un fils, Sajeeb Wazed (en), et une fille, Saima Wazed,. Le beau-père de Saima est l'ancien ministre du Bien-être des expatriés et de l'Emploi à l'étranger et l'actuel ministre des Gouvernements locaux, du Développement rural et de la Coopération, Khandaker Mosharraf Hossain (en). La seule sœur vivante de Sheikh Hasina est Sheikh Rehana, qui est également engagée au sein de la Ligue Awami. Sheikh Hasina est la tante de la députée britannique Tulip Siddiq,.

## Distinctions
- Docteur honoris causa de l'université Waseda[179]
- Docteur honoris causa de l'université russe de l'Amitié des Peuples (2000)

#### Sources
- (en) Sirājuddīna Āhameda, Sheikh Hasina, prime minister of Bangladesh, UBS Publishers' Distributors, 1998 (ISBN 81-7476-220-5 et 978-81-7476-220-7, OCLC 40479987, lire en ligne).
- (en) Sukharanjan Dasgupta, Midnight massacre in Dacca., Vikas Publishing House Pvt.Ltd, décembre 1978, 140 p. (ISBN 978-0-7069-0692-9).
- (en) Torild Skard, Women of power : half a century of female presidents and prime ministers worldwide (ISBN 978-1-4473-1579-7, 1-4473-1579-0 et 978-1-4473-1637-4, OCLC 886539891, lire en ligne).

#### Livres de Sheikh Hasina
- (en) Sheikh Hasina, People and Democracy, Agamee Prakashani, 1997 (ISBN 978-9-840-41692-9).
- (en) Sheikh Hasina, Democracy in distress demeaned humanity, Agamee Prakashani, 2003 (ISBN 978-984-04-1932-6 et 984-04-1932-3, OCLC 1024106092).
- (en) Sheikh Hasina, Living in tears, 2003 (ISBN 978-984-04-1992-0 et 984-04-1992-7, OCLC 1024132096, lire en ligne).
- (en) Sheikh Hasina, Democracy Poverty Elimination & Peace, Agamee Prakashani, 2005 (ISBN 978-9-844-01863-1).
- (bn) Sheikh Hasina, Sada kalo [« Noir et blanc »], Agami, 2007 (OCLC 651995503).
- (en) Sheikh Hasina, The quest for vision, 2021, Mowla Brothers, 2011 (OCLC 783522546, lire en ligne).
- (en) Sheikh Hasina, Secret documents of intelligence branch on Father of The Nation, Bangladesh : Bangabandhu Sheikh Mujibur Rahman. Vol. 1, (1948-1950) (ISBN 978-1-003-02094-3, 1-003-02094-1 et 978-1-000-03311-3, OCLC 1137166655).
- (en) Sheikh Hasina, Secret documents of intelligence branch on father of the nation Vol. 2, Bangladesh Bangabandhu Sheikh Mujibur Rahman 1948-1971 : declassified documents (ISBN 978-0-367-46103-4, 0-367-46103-X et 978-0-367-46783-8, OCLC 1144740176).
- (en) Sheikh Hasina, Secret documents of intelligence branch on Father of The Nation, Bangladesh : Bangabandhu Sheikh Mujibur Rahman. Volume 3, (1953) (ISBN 978-1-003-03103-1, 1-003-03103-X et 978-1-000-04899-5, OCLC 1136610949).
- (en) Sheikh Hasina, Secret documents of intelligence branch on Father of The Nation, Bangladesh : Bangabandhu Sheikh Mujibur Rahman. Volume 4, (1954-1957) (ISBN 978-1-003-03114-7, 1-003-03114-5 et 978-1-000-04912-1, OCLC 1136611026).
- (en) Sheikh Hasina, Secret documents of intelligence branch on father of the nation, Bangladesh : Bangabandhu Sheikh Mujibur Rahman. Vol. 5, (1958-1959) (ISBN 978-0-367-46796-8 et 0-367-46796-8, OCLC 1144768669).
- (en) Sheikh Hasina, Secret documents of intelligence branch on father of the nation, Bangladesh : Bangabandhu Sheikh Mujibur Rahman. Vol. 6, (1960-1961) (ISBN 978-0-367-46803-3 et 0-367-46803-4, OCLC 1144716388, lire en ligne).
- (en) Sheikh Hasina, Secret documents of intelligence branch on father of the nation, Bangladesh : Bangabandhu Sheikh Mujibur Rahman. Vol. 7, (1962-1963) (ISBN 978-0-367-46807-1).
- (en) Sheikh Hasina, Secret documents of intelligence branch on father of the nation, Bangladesh : Bangabandhu Sheikh Mujibur Rahman. Vol. 8, (1964) (ISBN 978-0-367-47119-4).
- (en) Sheikh Hasina, Secret documents of intelligence branch on father of the nation, Bangladesh : Bangabandhu Sheikh Mujibur Rahman. Vol. 9, (1965) (ISBN 978-0-367-47120-0).
- (en) Sheikh Hasina, Secret documents of intelligence branch on father of the nation, Bangladesh : Bangabandhu Sheikh Mujibur Rahman. Vol. 10, (1966) (ISBN 978-0-367-47124-8).
- (en) Sheikh Hasina, Secret documents of intelligence branch on father of the nation, Bangladesh : Bangabandhu Sheikh Mujibur Rahman. Vol. 11, (1966) (ISBN 978-0-367-47125-5).
- (en) Sheikh Hasina, Secret documents of intelligence branch on father of the nation, Bangladesh : Bangabandhu Sheikh Mujibur Rahman. Vol. 12, (1967) (ISBN 978-0-367-47120-0).
- (en) Sheikh Hasina, Secret documents of intelligence branch on father of the nation, Bangladesh : Bangabandhu Sheikh Mujibur Rahman. Vol. 13, (1968-1969) (ISBN 978-0-367-47129-3).
- (en) Sheikh Hasina, Secret documents of intelligence branch on father of the nation, Bangladesh : Bangabandhu Sheikh Mujibur Rahman. Vol. 14, (1970-1971) (ISBN 978-0-367-47145-3).